# 파트리크 세케이라
파트리크 힐마르 세케이라 메히아스(스페인어: Patrick Gilmar Sequeira Mejías, 1999년 3월 1일 ~ )는 코스타리카의 축구 선수로 포지션은 골키퍼이다. 현재 스페인 프리메라 페데라시온의 클럽인 UD 이비사에서 활약하고 있다.